# Albrecht Becker
Albrecht Becker (ur. 14 listopada 1906 w Thale, zm. 22 kwietnia 2002 w Hamburgu) – niemiecki scenograf filmowy i fotograf, który za skłonności homoseksualne został aresztowany przez reżim nazistowski.
Urodzony w Thale w Niemczech. W wieku osiemnastu lat z wzajemnością zakochał się w starszym od siebie mężczyźnie, z którym następnie mieszkał przez blisko dziesięć lat. W 1935 został posądzony o naruszenie paragrafu 175 ówczesnego prawa, a następnie skazany na trzy lata więzienia w Norymberdze. Po wypuszczeniu na wolność, wstąpił do niemieckiej armii i do 1944 służył na froncie wschodnim. Zmarł w 2002 w Hamburgu.
Zdobywca dwóch Niemieckich Nagród Filmowych za najlepszą scenografię do filmów Helmuta Käutnera: Kapitan z Köpenick (1956) oraz Szklanka wody (1960). Twórca scenografii do stu pięciu filmów i seriali telewizyjnych.